# Districtul Chiradzulu
Chiradzulu este un district  în   statul Malawi. Reședința sa este orașul Chiradzulu.